# Antti Sumiala
Antti Markus Sumiala (* 20. Februar 1974 in Pori) ist ein ehemaliger finnischer Fußballspieler auf der Position eines Stürmers.

## Karriere

### Vereinskarriere
Antti Sumiala spielte in seiner Karriere für sehr viele unterschiedliche Vereine in Europa und kurzzeitig auch in den USA. Seine Profi-Karriere begann 1991 beim FC Jazz Pori, der damals noch Porin Pallo-Toverit hieß. 1993 verließ er Pori und wechselte zum ersten Mal ins Ausland zum dänischen Verein Ikast FS. Nach Stationen in den Niederlanden und einer Rückkehr nach Finnland trat Sumiala in der Saison für den damaligen Zweitliga-Aufsteiger SSV Reutlingen 05 an. Sumiala traf in 13 Spielen zweimal und verließ Deutschland nach der Saison wieder. Finnland, Türkei, Schweden und Liechtenstein waren in den folgenden Jahren Sumialas Aufenthaltsorte, bevor er 2005 für kurze Zeit in die nordamerikanische Major League Soccer wechselte. Ab Januar 2006 spielt Sumiala wieder in Finnland für den Verein Porin Palloilijat, bei dem er seine Karriere als Profifußballer beendete.

### Nationalmannschaft
1992 absolvierte Sumiala sein erstes Länderspiel für die finnische Nationalmannschaft. Insgesamt trat er bis 2004 in 38 Spielen für Finnland an und erzielte dabei neun Treffer.